# Werner Lüthgen
Werner Lüthgen (* 31. März 1933 in Bochum; † 13. Februar 2017) war ein deutscher Tierarzt.

## Leben
Lüthgen wuchs in Gelsenkirchen auf und legte dort 1953 am Grillo-Gymnasium sein Abitur ab. Danach studierte er Veterinärmedizin an den Universitäten in Köln, Gießen, Berlin und Wien. Während seines Studiums wurde er Mitglied des Corps Silesia Breslau und des Corps Starkenburgia. Nach dem Staatsexamen wurde er 1961 in Gießen zum Dr. med. vet. promoviert. Danach absolvierte er seine Veterinärpraktikantenzeit in Essen. 1965 legte er das Examen als Amtstierarzt in Gießen ab. Zugleich war er von 1962 bis 1981 im  Veterinär-Untersuchungsamt in Frankfurt am Main tätig. Als Fachtierarzt für Geflügelkrankheiten wurde er zum bundesweit anerkannten Spezialisten in seiner Disziplin. Im Jahr 1981 wechselte er als Dezernent in das Regierungspräsidium Darmstadt, später dann als Ministerialrat bis zu seiner Pensionierung im Jahr 1998 in das Hessische Sozialministerium in Wiesbaden.
Für seine berufliche Tätigkeit und sein ehrenamtliches Engagement in zahlreichen Organisationen wurde er 1998 mit dem Bundesverdienstkreuz am Bande ausgezeichnet.
Für seine vieljährige Tätigkeit zum Wohle der Rassegeflügelzucht in Deutschland, aber auch in Europa, wurde ihm  anlässlich der Bundessiegerschau 2010  der goldenen Ehrenring des Bundes Deutscher Rassegeflügelzüchter (BDRG) verliehen.

## Ehrungen
- 1998:  Verdienstkreuz am Bande des Verdienstordens der Bundesrepublik Deutschland

## Werke
- Taubenkrankheiten. 3. Auflage. Verlagshaus Reutlingen Oertel und Spörer, Reutlingen 2006, ISBN 3-88627-619-8.
- Hühnerkrankheiten. 5. Auflage. Verlagshaus Reutlingen Oertel und Spörer, Reutlingen 2012, ISBN 978-3-88627-556-4.
- Vom Brutei zum Ausstellungstier. Verlagshaus Reutlingen Oertel und Spörer, Reutlingen 2005, ISBN 3-88627-527-2.
- Wassergeflügelkrankheiten. Verlagshaus Reutlingen Oertel und Spörer, Reutlingen 2002, ISBN 3-88627-509-4.
- Die Newcastle-Krankheit (Newcastle disease) bei Papageien und Sittichen. Parey, Berlin/ Hamburg 1981, ISBN 3-489-63516-7.